# Hans Pieterse
Hans Pieterse (Amsterdam, 29 juni 1967), is een Nederlandse voormalige langebaan- en marathonschaatser.

## Carrière
Diemenaar Hans Pieterse is vooral bekend van zijn zevende plaats in de Elfstedentocht van 1997 en zijn titel op de Nederlandse kampioenschappen marathonschaatsen van 1998.
Pieterse heeft de natuurijsklassiekers De 100 van Eernewoude en de Rottemerentocht in 1997 op zijn naam geschreven en het natuurijsklassement van het winterseizoen van 1996-97. In de Rottemerentocht versloeg Pieterse zijn medevluchters Baars, Huitema en Zandstra in de sprint.
De thuisbaan van Pieterse is de Jaap Edenbaan in Amsterdam.

## Resultaten
| jaar | Elfstedentocht | De 100 van Eernewoude | Rottemerentocht | NK marathon kunstijs |
| ---- | -------------- | --------------------- | --------------- | -------------------- |
| 1997 | 7              | Goud                  | Goud            |                      |
| 1998 | NG             | NG                    | NG              | Goud                 |

- NG = niet georganiseerd

## Persoonlijke records
| Afstand      | Tijd     | Datum            | Baan                      |
| ------------ | -------- | ---------------- | ------------------------- |
| 500 meter    | 42,30    | 31 januari 1988  | Amsterdam (Jaap Edenbaan) |
| 1000 meter   | 1.34,00  | 3 maart 1985     | Amsterdam (Jaap Edenbaan) |
| 1500 meter   | 2.09,10  | 31 januari 1988  | Amsterdam (Jaap Edenbaan) |
| 3000 meter   | 4.30,60  | 27 december 1987 | Amsterdam (Jaap Edenbaan) |
| 5000 meter   | 7.36,90  | 20 november 1988 | Haarlem                   |
| 10.000 meter | 15.32,76 | 6 januari 1989   | Heerenveen                |

Snelste 200 km: 5.46.30 op 1 februari 1997 (Weissensee)